# 卡特里奥娜·勒梅多恩
卡特里奥娜·勒梅多恩（英語：Catriona Le May Doan，1970年12月23日—），加拿大女子速度滑冰运动员。她曾代表加拿大获得1998年和2002年冬季奥运会速度滑冰比赛女子500米金牌。